# Татаринов, Степан Петрович

Степа́н Петро́вич Тата́ринов (1782 — 20 января 1847) — горный инженер (1804), генерал-майор, крупный специалист по технике выплавки и горячей обработке чёрных металлов, главный начальник Алтайских заводов и Томский губернатор (1840—1847)

## Происхождение
Дворянин. Был женат на Анне Петровне Гнедич, кузине Н. И. Гнедича (1784—1883) — поэта, переводчика на русский язык произведений Шиллера, Вольтера, Шекспира, Гомера.
Дети: Екатерина (1820), Александр (1824), Юлия (1824), Владимир (1827), Валериан (1836), Елизавета (?), Софья (?). Его сыновья тоже были горными инженерами.

## Образование
В 1800 году окончил Петербургское горное училище.

## Биография
- в 1800 году был направлен на Урал «для смотрения над партикулярными (частными) гг. Баташевых железными заводами и к ним рудниками». Позже работал помощником управляющего Кушвинским и Серебрянским заводами.
- 5 июня 1805 года молодого, подающего надежды специалиста, отправили за границу «для усовершенствования в горных науках и для обозрения производств горного и заводского». Проходил стажировку в Австрийских владениях, Саксонии, Богемии, Баварии, Венгрии и Гарце. Был слушателем в Горной Академии Фрейсбурга. Вернулся в Россию 15 мая 1809 года.
- в 1810 — управитель Туринским заводом.
- в 1812 — управитель Серебрянским заводом Гороблагодатского округа.
- в 1816 —  горный начальник Илецкой конторы.
- в 1818 —  управляющий Дедюхинским соляным правлением в Соликамском уезде Пермской губернии.
- в 1821 —  назначен на должность горного начальника Златоустовских заводов и директора оружейной фабрики.
- в 1823 году изобрёл и внедрил в практику чугунный вашгерд, который не требовал частой остановки для очистки и обеспечивал вдвое большую производительность. Вашгерд Татаринова стал первым среди золотопромывальных устройств, изобретённых горными начальниками Златоустовских заводов.
- 9 февраля 1824 года «Высочайше награждён орденом Св. Владимира 4 ст. за отлично-усердную и ревностную службу», а в сентябре того же года — «За найденный порядок и устройство, замеченные Государем-Императором при осмотре Златоустовской оружейной фабрики, пожалован орденом Св. Анны 2 ст.».
- 12 февраля 1825 года —  «За открытие многих золотоносных рудников и увеличение добычи золота» объявлено Высочайшее благоволение.
- В 1826 году Татаринов был причислен к Пермскому горному правлению.
- В конце сентября 1827 года Департамент горных и соляных дел командировал Татаринова в распоряжение генерал-губернатора Восточной Сибири А. С. Лавинского, проводившего ревизию Нерчинского горного округа. Они осмотрели забайкальские рудники, определили границы заводских владений. Начальник Нерчинских заводов Т. С. Бурнашев, отстранённый от должности на время деятельности ревизионной комиссии, а также исполняющий его обязанности Фриш, подали в отставку, ссылаясь на плохое состояние здоровья. Их место должен был занять человек столь же достойный, опытный, преданный царю и Отечеству. Кандидатура Татаринова отвечала всем этим требованиям.
- 28 октября 1829 года императорский Кабинет возложил на него управление Нерчинскими заводами. Сереброплавильные Нерчинские заводы были коронной собственностью российской императорской семьи и это назначение для Степана Петровича было знаком особого доверия императора и несомненным повышением. Новый начальник проявлял заботу о лазаретах, госпиталях и тюрьмах, следил за порядком во всех подведомственных заведениях. Лучшее подтверждение тому — деловая переписка горного правления. Вот, например, приказ Татаринова Нерчинской заводской конторе от 4 февраля 1835 года:

«Заметя по многим тюрьмам и казармам нечистоту, отвратительный воздух и неисправность или неровность полов и нар, я всегда подтверждал о исправлении всего того к сохранению здоровья людей и, в подтверждение сего, еще сим поставляю в строгую обязанность г. командующих, с тем, что если впредь таковые замеченные мною безпорядки еще окажутся, то будут строго взысканы с виновных и упустителей». Он запрещал без веских причин наказывать ссыльнокаторжных, рекомендовал надзирателям «с рабочими обходится ласково, вразумлять их, удерживаться неприличного и воспрещенного, поощрять к работам, доброй жизни и трудолюбию»
.
- При нём в Нерчинском Заводе была построена Нерчинская горная геофизическая обсерватория, метеостанция, переоборудована лаборатория, значительно пополнены коллекции минералогического кабинета, введены трейбофены для разделения серебра. Под его началом служили неординарные, творческие люди: первый поэт Сибири Ф. И. Бальдауф, исследователь соляного озера Горбунка А. X. Фон-Фитингоф, заведующий химической лабораторией и геофизической обсерваторией Е. Б. Пранг, члены Нерчинской горной экспедиции Е. Г. Чебаевский и П. М. Черниговиев.
- 10 апреля 1832 года — награждён орденом Святой Анны 2-й степени, украшенного императорской короной.
- 18 апреля 1837 года — награждён орденом Святого Владимира 3-й степени.
- 27 декабря 1840 года Татаринов получил чин генерал-майора Корпуса горных инженеров и был назначен томским гражданским губернатором и главным начальником Алтайских горных заводов.

«Татаринов явился в Томск не новичком, нуждающимся в указаниях или руководстве, а умудрённым долговременною службою и практикой администратором. Он не поражал ни блеском особо выдающегося ума, ни широтою и глубиною замыслов, но был верный и добросовестный царский слуга, деятельный и умный распорядитель и усердный по службе работник. Вне службы, как настоящий русский дворянин, он был прост, гостеприимен, легко доступен, всегда чуткий к делам милосердия и искренно набожен»
- На новое место службы Татаринов прибыл в июне 1841 года. На Алтае им были изобретены «черпальные горны» — разливочные установки для отливки мелких вещей из чугуна, внедрены новейшие достижения отечественной и зарубежной техники.
- с 5 января по 27 июня 1842 года, на время отбытия генерал-губернатора Западной Сибири, занимал в Омске должность Председателя Совета Главного Начальника Западной Сибири, после чего вернулся к должности Томского гражданского губернатора.
- В 1842 году губернатор Татаринов предложил начать всем миром сбор денег на постройку нового Троицкого кафедрального собора в Томске, лично пожертвовав солидную по тем временам сумму в 600 рублей. В 1843 году при содействии Татаринова был организован комитет по постройке собора, хотя сами строительные работы начались лишь в июне 1845 года, а в сентябре того же года, осмотрев постройку, Татаринов опытным взором горного инженера заметил и обратил внимание строителей на явные нарушения в технологии строительства, которые привели в июле 1850 года к тому, что у практически оконченного храма рухнул купол.
- 11 апреля 1843 года — награждён знаком отличия за 40 лет беспорочной службы и предоставляющим право потомственного дворянства орденом Святого Станислава 1-й степени.
- В период правления Татаринова в Томске был открыт Общественный Сибирский банк и Мариинский детский приют, закончена постройка здания присутственных мест (сейчас это СФТИ). Им же была оказана помощь в организации повсеместной подписки в пользу погорельцев от пожара, случившегося в Томске в 1845 году
- Жителям Томска губернатор запомнился как «порядочный служака, отзывчивый, доступный для простых смертных и очень набожный». Сослуживцы говорили о нём как о трудолюбивом, строгом и справедливом человеке. За 47 лет он ни разу не брал отпуск, лично следил за всеми заводскими работами, помогал коллегам.
- с 23 января по 31 мая 1845 года, на время отбытия генерал-губернатора Западной Сибири, занимал в Омске должность Председателя Совета Главного Начальника Западной Сибири, после чего вернулся к должности Томского гражданского губернатора.
- В 1847 году Татаринов выехал в Омск, чтобы возглавить совет Главного управления Западной Сибири, но заболел и внезапно скончался. Причина смерти - разлив желчи.

## Награды
- Св. Владимира 4 ст. (9 февраля 1824 г.)
- Св. Анны 2 ст. (28 сентября 1824 г.)
- Св. Анны 2 ст. с императорской короной (10 апреля 1832 г.)
- Св. Владимира 3-й ст. (18 апреля 1837 г.)
- Св. Станислава 1-й ст. (11 апреля 1843 г.)

## Интересные факты
В его честь был назван вид бабочек из семейства бражники — Бражник Татаринова